# Ginestar (Gerona)
Ginestar es una localidad española del municipio de San Gregorio, perteneciente a la provincia de Gerona, en la comunidad autónoma de Cataluña.

## Historia
El lugar tuvo ayuntamiento propio. El municipio de Ginestar desapareció de cara al censo de 1857, al incorporarse al de San Gregorio. Hacia mediados del siglo XIX, el lugar tenía varias casas y una capilla. Aparece descrito en el octavo volumen del Diccionario geográfico-estadístico-histórico de España y sus posesiones de Ultramar de Pascual Madoz con las siguientes palabras:

GINESTAR: l. que forma ayunt. con el de San Gregorio en la prov., part. jud. y dióc. de Gerona, aud. terr., c. g. de Barcelona. sit. en terreno montuoso, con buena ventilacion y clima saludable; las enfermedades comunes son fiebres inflamatorias é intermitentes. Const de varias casas, y una capilla con culto público; á sus inmediaciones pasa el arroyo Freixanet, que desciende de las faldas orientales del Grau. Su terreno, prod. y demas (V. San Gregorio).
(Madoz, 1847, p. 423)

En 2023, la entidad singular de población tenía empadronados 141 habitantes y el núcleo de población, 33.